# Betulină
Betulina este un compus natural din categoria triterpenelor. Este răspândită în scoarța de mesteacăn (specii de Betula), alcătuind aproximativ 30% din scoarța speciei Betula pendula. Alte surse naturale sunt reprezentate de Inonotus obliquus  și Alnus rubra.